# Ernesto Cortázar Sr.
Ernesto Cortázar Hernández (* 10. Dezember 1897 in Tampico, Tamaulipas; † 30. November 1953 am Lagos de Moreno, Jalisco) war ein mexikanischer Komponist, Schriftsteller, Schauspieler, Regisseur und Filmproduzent.

## Leben
Cortázar gründete 1926 mit Lorenzo Barcelata, Alberto Caballero, Antonio García Planes und Andrés Cortés Castillo das Quintett Los Trovadores Tamaulipecos, mit dem er mexikanische Musik aufführte und 1932 in Arcady Boytlers Film Mano a Mano auftrat. 1935 wurde er Leiter des Rundfunksenders XEFO. Er verfasste zahlreiche Texte zu Liedern von Manuel Esperón, Juan S. Garrido, Manuel Sabre Marroquín und Luis Alcaraz, von denen einige auch als Filmmusiken eingesetzt wurden. Bekannt wurden Lieder wie Ay Jalisco no te rajes, El corrido villista, Cuando tú me quieras, Esos altos, No volveré, Que lindo es Michoacán, Así se quiere en Jalisco, La número cien und Cocula, teils in der Interpretation von Jorge Negrete.
Weiterhin schrieb Cortázar Drehbücher zu mehr als 50 Filmen, in denen Schauspieler wie Carmen Guerrero, Carlos López "Chaflán", Pedro Armendáriz, Joaquín Pardavé, Mapy Cortés, Jorge Negrete, Meche Barba und – als Debütant in Hotel de verano (1943) – Germán Valdés (Tin Tan) auftraten. Von mehr als dreißig Filmmusiken komponierte er die zu den Filmen El tesoro de Pancho Villa (Arcady Boytler, 1935) und La familia Dressel (Fernando de Fuentes, 1935) gemeinsam mit Juan Santiago Garrido.
1938 gründete Cortázar mit Lorenzo Barcelata die Filmproduktionsfirma Producciones Barcelata—Cortázar, A. en P. 1942 debütierte er als Regisseur mit dem Film Noche de ronda. Insgesamt führte er in zwanzig Filmen Regie. Am 30. November 1953 kam Cortázar bei einem Autounfall am Lagos de Moreno ums Leben. Sein gleichnamiger Sohn Ernesto Cortázar Jr., zu diesem Zeitpunkt dreizehn Jahre alt, wurde später ebenfalls als Komponist bekannt.